# It’s Dark and Hell Is Hot
Az It’s Dark and Hell Is Hot DMX amerikai rapper bemutatkozó albuma, amely 1998. május 19-én jelent meg a Def Jam kiadó leányvállalatánál, a Ruff Ryders Entertainment-nél. Az albumról olyan híres kislemezeket adtak ki, mint a Get at Me Dog, Stop Being Greedy, How’s It Goin’ Down és a Ruff Ryders’ Anthem. A lemez széles körben a rajongók és a kritikusok szerint is hiphop-klasszikusnak számít, mivel újraélesztette a mainstream hardcore rap szcénát a Puff Daddy és a Bad Boy Entertainment kiadó pop-orientált és listauraló slágerei után.

## Háttér

### Stílus
Az album megjelenése előtt DMX csatlakozott Irv Gotti, P.K., Dame Grease és Swizz Beatz producerekhez. Minden producer sajátos stílust teremt az album hangzásában, főleg P.K. készített gótikus stílusú instrumenteket, amelyek leginkább jellemzik a lemezt, ehhez hozzá téve DMX erőszakos szövegeit. DMX gyakran alkalmazott kutyaugatást és kutyahörgést, ez meghatározta az egész album jellegét. Az It’s Dark and Hell Is Hot lemezt sötét alapok és kemény szövegek alkotják, amelyek az erőszakot helyezik előtérbe. Az agresszív dalok, mint az Intro ellenére a Ruff Ryders’ Anthem és a How’s It Goin’ Down már lazább és könnyedebb tartalmú. A lemezen ezen kívül olyan önelemző dalok is szerepelnek, mint a Let Me Fly, vagy a For My Dogs és mások. A Damien című dalban DMX egy történetet mesél el, ami a közte és az Ördög közötti egyezségről szól, amelyben az áll, hogy DMX-nek erőszakos tetteket kell elkövetnie a szerencse és a hírnév megszerzése érdekében.

### Lírai témák
Az It’s Dark and Hell Is Hot-on olyan rendkívül erőszakos tartalmú dalok vannak, mint az Intro, vagy az X-Is Coming. DMX-nek közismerten fájdalmas és nehéz fiatalkora volt, többek közt a Look Thru My Eyes és a Let Me Fly számokban is erről rappel. A lemezen olyan témák szerepelnek, mint a szeretet, düh, harag, erőszak és Isten. A többi hiphop albumtól eltérően a lemezen olyan beszélgetések és imádkozások is helyet kaptak ami DMX és Isten között játszódnak le.
A Rolling Stone kritikusa Miles Marshall Lewis az X-Is Coming című dal kapcsán ezeket a sorokat idézte a szövegből: „If you got a daughter older than fifteen, I’m a rape her/Take her on the living-room floor, right there in fronta you/Then ask you seriously, ’What you wanna do?’” (magyarul körülbelül ezt jelenti: „Ha a lányod idősebb 15-nél, őt is elkapom/ 
A nappaliban, a szemed előtt baszom/Komolyan kérdezem, hogy ’most mit teszel’?”). Magyarázásképpen ezeket a sorokat írta: „DMX még egy hardcore rap album kontextusán belül is túlmegy bizonyos határokon.” DMX legerőszakosabb szövegeit a rémület és a bűn inspirálta, ennek következtében létrejött egy olyan stílus a hardcore műfajon belül, amely sokáig uralta a rap-ipar egy részét. Ezekre a legkorábbi példák az olyan kiadatlan dalok mint a Gotti Style és a Read About It (mindkét dalban közreműködött Ja Rule is), a rengeteg kiadatlan freestyle felvételek és Mic Geronimo 1995-ös dala, a Time To Build, amelyben X mellett Jay-Z és Ja Rule is megjelent közreműködőként.

## Fogadtatás
A kritikusok nagy része pozitívan fogadta az albumot. Az AllMusic ezeket írta: „ellentétben a többi kőkemény rapperrel, akik sokkal több fizikummal és retorikával rendelkeznek, DMX-et már azelőtt agresszív aura lengi körül, mielőtt szólna egy szót is.” A Sputnikmusic szerint „DMX ritmusérzéke és flow-ja kitűnő, ez egy rendkívüli tulajdonság és sokkal több ilyen hiphop lemezre lenne szükség.” A The Source nevű vezető hiphop magazin ezt mondta az albumról: „Rendkívül izgalmas és tartalmas mű, amely magába foglalja a rapzene egyik legújabb életérzését.”" Az egyik legjobb bemutatkozó rap-albumnak nevezték, DMX-et pedig az egyik legjobb hardcore rappernek, az album megjelenése után sokan Tupac Shakurhoz hasonlították. DMX-et ezenkívül dicsérték az imázsa, a történetei és a szövegei miatt.

## Dalok listája
| #  | Cím                                               | Producer(ek)               | Közreműködő(k)                    | Hossz | Sample(k) |
| -- | ------------------------------------------------- | -------------------------- | --------------------------------- | ----- | --- |
| 1  | "Intro"                                           | Irv Gotti and Lil’ Rob     |                                   | 4:09  | - Contains a sample of "Beyond Forever", as performed by Mtume - Contains audio excerpts from the film "Tales from the Hood"                                                                                  |
| 2  | "Ruff Ryders’ Anthem"                             | Swizz Beatz                |                                   | 3:34  | |
| 3  | "Fuckin’ wit’ D"                                  | P.K. and Dame Grease       |                                   | 2:18  | - Contains a sample of "Shifting Gears", as performed by John Hammond - Contains a sample of "Rockin' for My Hometown", as performed by K-Solo                                                                |
| 4  | "The Storm (Skit)"                                |                            |                                   | 1:00  | |
| 5  | "Look thru My Eyes"                               | P.K. and Dame Grease       |                                   | 3:50  | |
| 6  | "Get at Me Dog"                                   | Dame Grease and P.K        | Sheek Louch                       | 4:03  | - Contains a sample of "Everything Good To You (Ain't Always Good For You)", as performed by B.T. Express - Contains a sample of "Will They Die 4 U?", as performed by Mase featuring Puff Daddy and Lil' Kim |
| 7  | "Let Me Fly"                                      | Dame Grease and Young Lord |                                   | 4:12  | - Contains a sample of "Lo Dudo", as performed by José José |
| 8  | "X-Is Coming"                                     | P.K.                       |                                   | 4:18  | |
| 9  | "Damien"                                          | Dame Grease                |                                   | 3:42  | |
| 10 | "How’s It Goin’ Down"                             | P.K. and Dame Grease       |                                   | 4:42  | |
| 11 | "Mickey" (Skit)                                   |                            |                                   | 0:25  | |
| 12 | "Crime Story"                                     | Irv Gotti and Lil' Rob     |                                   | 3:47  | - Contains a sample of "Easin In", as performed by Edwin Starr |
| 13 | "Stop Being Greedy"                               | P.K. and Dame Grease       |                                   | 3:37  | - Contains a sample of "My Hero Is a Gun", as performed by Diana Ross |
| 14 | "ATF"                                             | Dame Grease                |                                   | 1:56  | |
| 15 | "For My Dogs"                                     | Dame Grease                | Drag-On, Big Stan, Loose & Kasino | 4:12  | |
| 16 | "I Can Feel It"                                   | Dame Grease                | Nardo                             | 4:13  | - Contains a sample of "In The Air Tonight", as performed by Phil Collins |
| 17 | "Prayer (Skit)"                                   |                            |                                   | 2:31  | |
| 18 | "The Convo"                                       | Dame Grease                |                                   | 3:33  | - Contains a sample of "Nights on Broadway", as performed by Bee Gees |
| 19 | "Niggaz Done Started Something"                   | Dame Grease                | The L.O.X. & Mase                 | 5:09  | |
| *  | "Ruff Ryders’ Anthem" [Live] (German Bonus Track) | Swizz Beatz                |                                   | 2:57  | |

## Eladások
| Lista (1998)                      | Helyezés |
| --------------------------------- | -------- |
| Canadian Albums Chart             | 15       |
| U.S. Billboard 200                | 1        |
| U.S. Billboard R&B/Hip-Hop Albums | 1        |

Az album a Billboard 200 lista első helyén debütált, az első héten 251 ezer darabot adtak el belőle. 2000. december 18-án négyszeres platinalemez lett, az Amerikai Egyesült Államokban összesen 4 674 000 darabot adtak el belőle, így ez DMX második legkelendőbb lemeze az …And Then There Was X után.